# Mermessus ornatus
Mermessus ornatus là một loài nhện trong họ Linyphiidae.
Loài này thuộc chi Mermessus. Mermessus ornatus được Alfred Frank Millidge miêu tả năm 1987.